# Indoniscus albidus
Indoniscus albidus is een pissebed uit de familie Styloniscidae. De wetenschappelijke naam van de soort is voor het eerst geldig gepubliceerd in 1952 door Vandel.